# Gaudreville-la-Rivière
Gaudreville-la-Rivière – miejscowość i gmina we Francji, w regionie Normandia, w departamencie Eure.
Według danych na rok 1990 gminę zamieszkiwało 208 osób, a gęstość zaludnienia wynosiła 31 osób/km² (wśród 1421 gmin Górnej Normandii Gaudreville-la-Rivière plasuje się na 694. miejscu pod względem liczby ludności, natomiast pod względem powierzchni na miejscu 554).